# Goniorhynchus flaviguttalis
Goniorhynchus flaviguttalis là một loài bướm đêm trong họ Crambidae.